# Альфа Волка
Альфа Волка (лат. α Lupi), HD 129056 — тройная звезда в созвездии Волка на расстоянии (вычисленном из значения параллакса) приблизительно 465 световых лет (около 142 парсеков) от Солнца. Возраст звезды определён как около 19 млн лет.

## Характеристики
Первый компонент (CCDM J14419-4723A) — бело-голубая пульсирующая переменная звезда типа Беты Цефея (BCEP) спектрального класса B1,5III или B2. Видимая звёздная величина звезды — от +2,34m до +2,29m. Масса — около 10,1 солнечных, светимость — около 17258 солнечных. Эффективная температура — около 22909 K.
Второй компонент (2MASS J14415376-4723331) — оранжевый гигант спектрального класса K. Видимая звёздная величина звезды — +14m. Радиус — около 10,44 солнечных, светимость — около 44,397 солнечных. Эффективная температура — около 4611 K. Удалён на 27,6 угловых секунд.
Третий компонент (WDS J14419-4723C). Видимая звёздная величина звезды — +15,49m. Удалён на 6,5 угловых секунд.